# 호세 앙헬 시간다
호세 앙헬 "쿠코" 시간다 라쿤사(스페인어: José Ángel "Cuco" Ziganda Lakunza, 1966년 10월 1일, 나바라 주 라라인차르 ~)는 스페인의 전직 축구 선수로, 현역 시절 중앙 공격수로 활약하였다.
그는 12년 동안 오사수나와 아틀레틱 빌바오 소속으로 라 리가에서 활약하며 381경기에 출전해 111골을 기록했다.
시간다는 2005년부터 감독일을 시작하여 현역 시절에 활동하던 구단 둘을 모두 지도했다.

## 선수 경력
시간다는 나바라 주 라라인차르 출신이다. 오사수나의 유소년부를 졸업한 그는 1987년 12월 13일에 0-0으로 비긴 사바델과의 안방 경기에 고향 1군 소속으로 신고식을 치렀다. 1989년부터 1991년까지 부동의 주전으로 활약한 그는 2년 동안 도합 라 리가에서 11골을 기록하였고, 같은 북부 구단인 아틀레틱 빌바오의 관심을 받았다.
1991-92 시즌을 앞두고 아틀레틱으로 이적한 시간다는 3년 동안 17골을 기록하였는데, 특히 5-4로 이긴 알바세테와의 1993년 5월 26일 원정 경기에서는 해트트릭을 달성했다. 그는 바스크 연고 구단이 1994년에 리그를 5위로 마치도록 도왔다.
이스마엘 우르사이스의 비상으로 빌바오에서 방출된 시간다는 1998년에 오사수나로 복귀해 소속 구단의 2000년 승격을 이룩했고, 1년을 1부 리그에서 더 보내고 현역에서 은퇴하였다. 그는 현역으로 활약하면서 111번 리그에서 득점을 올렸고, 2부 리그에서도 19골, UEFA컵에서는 9골, 그리고 코파 델 레이에서 6골을 기록했다.
시간다는 스페인 국가대표팀 경기를 두 차례 출전했는데, 첫 경기는 0-2로 카세레스에서 패한 루마니아와의 1991년 4월 17일 친선경기로 4분 출전에 그쳤다.

## 감독 경력
시간다는 오사수나의 유소년부 여러 연령대 감독을 역임하다가 멕시코인이자 또다른 전 오사수나 선수인 하비에르 아기레가 팜플로나를 떠나 아틀레티코 마드리드로 둥지를 옮기면서 2005-06 시즌에 2군 감독으로 활약하던 시간다는 1군 감독으로 승격되었다.
1년차에 오사수나는 벌써 챔피언스리그 3차 예선전에서 탈락한 상태였고, 선수진 곳곳에 문제가 발생했다. 그러나, 국내 무대 문제는 호전되었고, 소속 구단도 UEFA컵 준결승전까지 올라가 구단의 대회 역사상 최고의 성공을 거두었다. 그 다음 해에 소속 구단은 17위로 간신히 강등을 면했다.
2008년 10월 13일, 새 시즌 개막 후 1승도 거두지 못했으며, 득점도 2골에 그침에 따라 시간다 감독이 해임되고 후임으로 호세 안토니오 카마초 감독이 취임했다. 2009년 7월 초, 그는 사상 첫 1부 리그 승격에 성공한 안달루시아의 새내기 감독을 맡아 에르쿨레스로 떠난 에스테반 비고의 후임으로 1년 계약을 맺었다. 2010년 1월 12일, 헤레스가 17경기에서 승점 17점을 획득하는 데에 그쳐 최하위로 뒤처지면서 시간다 감독 또한 해임되었다.
2011년 7월, 전 아틀레틱 빌바오 동료였던 호수 우루티아가 회장으로 취임하면서 공약으로 시간다 감독(당시 18달 동안 무직))을 빌바오 아틀레틱 사령탑에 앉혔다. 그는 소속 구단을 이끌고 2015년에 플레이오프전으로 이끌었고, 19년 만의 2부 리그 복귀를 이루어냈다.
시간다의 빌바오 2군은 이듬해에 최하위인 22위의 성적을 거두어 1년 만에 강등당했다. 그 1년 동안, 몇몇 선수들이 1군으로 승격되었는데, 이 중에는 예라이 알바레스, 케파 아리사발라가, 이니고 레쿠에, 우나이 로페스, 사빈 메리노, 엔리크 사보리트, 미켈 베스가, 그리고 이냐키 윌리암스가 있었다.
2017년 5월 24일, 시간다는 에르네스토 발베르데가 떠나며 공석이 된 1군 감독 후임이 되는 것이 확정되었고, 2년짜리 계약서에 서명했다. 11월 29일, 그가 이끄는 아틀레틱 선수단은 포르멘테라와의 경기에서 패퇴하면서 사상 첫 3부 리그 상대로 첫 경기에 패퇴하는 굴욕의 기록을 세웠고, 이 경기의 2차전 추가 시간에 결정적인 실점을 하면서 무승부로도 다음 라운드에 진출할 수 있는 유리한 상황을 이어가지 못했다.
2018년 5월, 소속 구단이 리그에서 14위로 처지고(단 강등권과는 승점 차가 컸다) 마르세유와의 유로파리그 16강전 두 경기를 모두 패해 탈락하면서, 구단은 기자 회견을 통해 시간다 감독이 2017-18 시즌이 끝나고 동행하지 않을 것임을 밝혔다. 최종적으로 리그에서 10승을 거두는 데 그치면서 리그를 16위로 마쳤고, 창단 이래 국내 리그 역사상 손꼽히는 최악의 성적을 거두었다.
2020년 2월 18일, 시간다는 2부 리그 시즌 말을 앞두고 오비에도 감독으로 취임해 1년 계약을 연장할 자격도 얻었다. 그는 아스투리아스 구단을 이끌고 강등권에서 고전하던 하비 로사다의 후임으로 취임했다.

## 감독 통계
2021년 12월 12일 기준
| 구단            | 국적      | 취임            | 해임             | 기록 | 기록 | 기록 | 기록 | 기록 | 기록 | 기록 | 기록  | 주     |
| 구단            | 국적      | 취임            | 해임             | 전   | 승   | 무   | 패   | 득   | 실   | 차   | 율 %  | 주     |
| --------------- | --------- | --------------- | ---------------- | ---- | ---- | ---- | ---- | ---- | ---- | ---- | ----- | ------ |
| 오사수나 B      | 스페인    | 2005년 7월 1일  | 2006년 5월 23일  | 38   | 14   | 15   | 9    | 44   | 39   | +5   | 36.84 | [ 18 ] |
| 오사수나        | 스페인    | 2006년 5월 23일 | 2008년 10월 13일 | 106  | 36   | 26   | 43   | 118  | 115  | +3   | 33.96 | [ 19 ] |
| 헤레스          | 스페인    | 2009년 7월 8일  | 2010년 1월 12일  | 19   | 1    | 4    | 14   | 8    | 35   | −27  | 5.26  | [ 20 ] |
| 빌바오 아틀레틱 | 스페인    | 2011년 7월 7일  | 2017년 5월 24일  | 242  | 100  | 63   | 79   | 330  | 244  | +86  | 41.32 | [ 21 ] |
| 아틀레틱 빌바오 | 스페인    | 2017년 5월 24일 | 2018년 5월 21일  | 54   | 17   | 17   | 20   | 64   | 67   | −3   | 31.48 | [ 22 ] |
| 오비에도        | 스페인    | 2020년 2월 18일 | 현임             | 79   | 25   | 32   | 22   | 87   | 82   | +5   | 31.65 | [ 23 ] |
| 경력 합계       | 경력 합계 | 경력 합계       | 경력 합계        | 538  | 193  | 158  | 187  | 651  | 582  | +69  | 35.87 | —      |